# Blasticorhinus otophora
Blasticorhinus otophora är en fjärilsart som beskrevs av George Francis Hampson 1894. Blasticorhinus otophora ingår i släktet Blasticorhinus och familjen nattflyn. Inga underarter finns listade i Catalogue of Life.